# Imre Földi
Imre Földi (en hongarès: Földi Imre) (Kecskemét, 8 de maig de 1938 - Tatabánya, 23 d'abril de 2017) fou un aixecador hongarès, guanyador de tres medalles olímpiques.

## Biografia
Va néixer el 8 de maig de 1938 a la ciutat de Kecskemét, població situada a la província de Bács-Kiskun, Hongria.

## Carrera esportiva
Va participar, als 22 anys, en els Jocs Olímpics d'Estiu de 1960 realitzats a Roma (Itàlia), on va aconseguir finalitzar sisè en la prova masculina de pes gall (-56 kg.), aconseguint guanyar així un diploma olímpic. En els Jocs Olímpics d'Estiu de 1964 realitzats a Tòquio (Japó) aconseguí guanyar la medalla de plata en aquesta mateixa prova, un metall que repetí en els Jocs Olímpics d'Estiu de 1968 celebrats a Ciutat de Mèxic (Mèxic), igualant el rècord del món de 367.5 kg establert pel guanyador de la prova Mohammad Nassiri. En els Jocs Olímpics d'Estiu de 1972 realitzats a Múnic (Alemanya Occidental) aconseguí guanyar la medalla d'or en aquesta prova, establint un nou rècord del món a l'aixecar 377.5 kg. Participà en els Jocs Olímpics d'Estiu de 1976 realitzats a Mont-real (Canadà), on aconseguí un nou diploma en finalitzar cinquè en aquesta mateixa prova.
Al llarg de la seva carrera va guanyar nou medalles en el Campionat del Món d'halterofília, entre elles dues medalles d'or; i onze medalles en el Campionat d'Europa, entre elles cinc medalles d'or.